# The Globe
Globe é um tabloide publicado na América do Norte. Foi fundado em 1954 em Montreal chamando Midnight por Joe Azaria e John e tornou-se o principal concorrente do National Enquirer durante a década de 1960. Em 1978, mudou seu nome para Midnight Globe em razão de sua editora, Globe Communications, e, finalmente, mudou seu nome para Globe. O jornal, bem como a maioria de seus rivais, é, agora, propriedade da American Media Inc. e é publicado fora da sede da American Media em Boca Raton, Flórida. The Globe cobre uma ampla gama de tópicos, incluindo política, notícias de celebridade, interesses humanos e histórias criminalísticas de alto perfil.